# Mimosa tenuiflora
Mimosa tenuiflora es una especie de arbusto en la familia de las fabáceas. Se encuentra en América. Es un árbol espinoso de corteza color castaño rojizo que puede tener entre 4 y 6 m de altura. Son características sus espinas cortas erectas muy punzantes, de entre 2 y 3 cm. Presenta una flor de color blanco-amarillento, generalmente en forma de espiga cilíndrica.
Es conocida popularmente como catinga, jurema, jurema preta, tepescohuite o tepezcohuite.

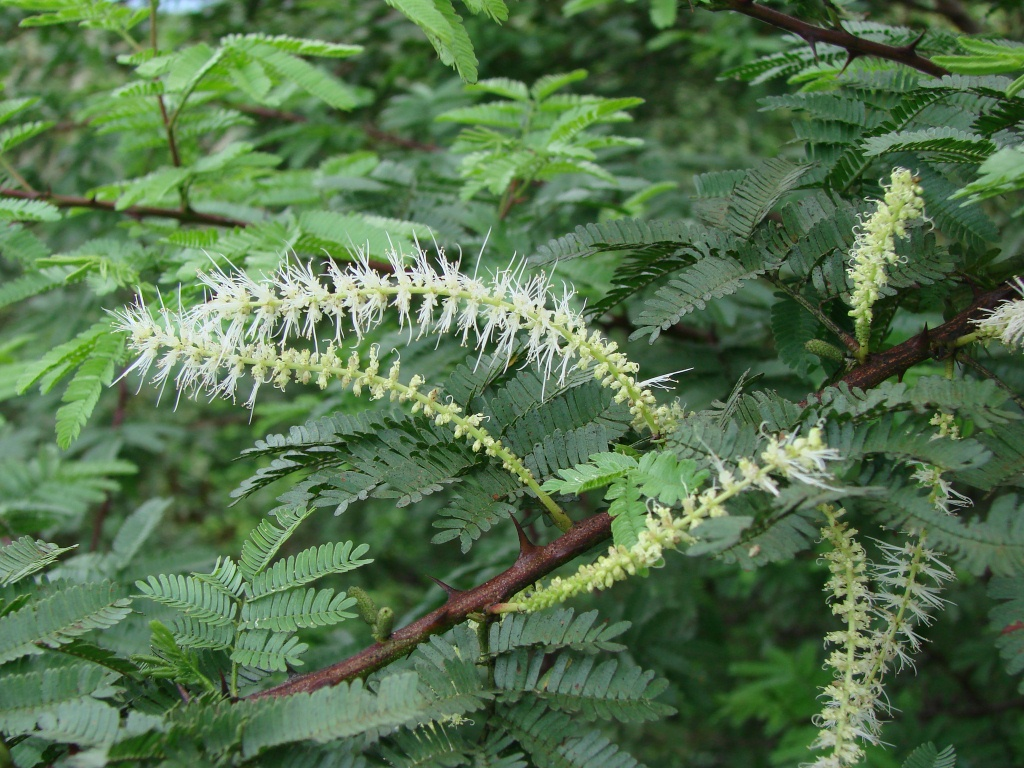
Inflorescencia y follaje

## Descripción
Son árboles o arbustos, que alcanzan un tamaño de 1–8 m de alto, con las ramas acostilladas, puberulentas, con tricomas glandulares y/o glándulas sésiles, glabrescentes, con aguijones dispuestos irregularmente en los entrenudos a inermes. Pinnas 5–10 pares; folíolos 10–30 pares, oblicuamente lineares a angostamente oblongos, 3–6 mm de largo y 0.7–2 mm de ancho, ápice mucronulado a obtuso, margen ciliado a liso, puberulentos a glabros y con puntos resinosos en ambas superficies; pecíolos inermes, estípulas ampliamente lanceoladas a subuladas, tomentosas a glabras y glandulosas. Espigas 3–6.5 cm de largo, densas, axilares, brácteas 1/3 de la longitud de la corola; cáliz campanulado, 1/3 de la longitud de la corola, puberulento y con glándulas, margen ciliado; corola 4-lobada, glabra, con glándulas sésiles en los lobos, rosada a purpúrea; estambres 8. Fruto lanceolado, 2–4.5 cm de largo y 5–7 mm de ancho, con 2–6 artículos, ápice acuminado a rostrado, valvas con glándulas sésiles abundantes y tricomas glandulares cuando inmaduras, con nervadura conspicua, margen inerme, estipitado; semillas lenticulares, 4.1–4.7 mm de largo, 3.1–3.8 mm de ancho y 1.6–2.3 mm de grueso, la testa lisa, café-rojiza, la línea fisural 3/4 de la longitud de la semilla.

## Distribución y hábitat
Esta especie podría encontrarse en Nicaragua, en bosques caducifolios, matorrales espinosos y áreas perturbadas de bosques de pino-encinos; a una altitud de 25–1520 m; se distribuye desde el sur de México, Honduras, El Salvador, Panamá, Colombia, Venezuela y Brasil. Se localiza principalmente en zonas semiáridas de Brasil, sobre todo en el este. También se puede encontrar en México, concretamente en la región de Chiapas y Oaxaca en alturas comprendidas entre los 800 y los 1000 m s.n.m.

## Taxonomía
La especie fue descrita inicialmente como Acacia tenuiflora por Carl Ludwig Willdenow y publicada en Species Plantarum. Editio quarta 4(2): 1088, en 1806, actualmente es tanto un sinónimo como el basónimo de esta; y ulteriormente, sería transferida al género Mimosa por Jean Louis Marie Poiret en Encyclopédie Méthodique. Botanique ... Supplément 1(1): 82, en 1810.

#### Sinonimia
- Acacia hostilis Mart.
- Acacia tenuiflora Willd. (basónimo)
- Mimosa cabrera H.Karst.
- Mimosa hostilis (C.Mart.) Benth.
- Mimosa limana Rizzini[3]

## Importancia cultural y económica
En Brasil, las naciones indígenas y urbanas elaboran una bebida a partir de la mezcla de Mimosa hostilis con otras plantas, conocida como jurema, cuyos efectos enteógenos son característicos y considerados mágicos por los sujetos de jurema. En el estado de Pernambuco se elabora una bebida ritual conocida como "Vinho de Jurema".
Al extracto de la raíz se le atribuyen propiedades como el fortalecimiento del cuero cabelludo y el rejuvenecimiento de la piel. Su presencia en la composición de productos comerciales destinados a este fin es frecuente en la actualidad.
También se describen efectos beneficiosos en heridas, quemaduras y problemas de la piel (justificable debido a que el contenido de la raíz es rico en taninos, saponinas, arabinosa y lípidos).
El tepezcohuite se indica para resolver problemas de la piel. Para aliviar granos y heridas, se hierve la cáscara (corteza) y se deja enfriar hasta que esté tibia, con ella se lava la parte afectada 3 o 4 veces al día a diario hasta que cicatrice. Para curar las quemaduras se hierve la cáscara hasta que quede la cuarta parte de agua; esto se aplica una vez al día en la zona afectada, o bien, se asa un pedacito de cáscara, se muele con agua y se aplica.

### Metabolitos secundarios
De la corteza del tronco se han identificado los triterpenos saponínicos mimonósidos A, B y C; Los esteroles glucósidos de campesterol, estigmasterol, y daucosterol; los alcaloides del indol, 5-hidroxi-triptamina y N-N-dimetil-triptamina.

### Farmacología
En la corteza del tronco se ha detectado actividad antibiótica y estimulante de músculo liso. Los extractos hexánico, de acetato de etilo, butanólico, etanólico, metanólico, metanólico-acuoso y acuoso son activos contra Escherichia coli y Staphylococcus aureus, excepto los extractos hexánico, metanólico, metanólico-acuoso y acuoso, los otros estimularon el músculo liso cuando se probaron en tejido de íleon, estómago y útero de rata.
Los extractos polares ejercieron también actividad antibiótica contra Bacillus cereus, Bacillus subtilis, Candida albicans, Candida pseudotropicalis, Citrobacter freundi, Enterobacter alkalescens-dispar, Enterobacter liquefaciens, Enterobacter sakasakii, Klebsiella oxytoca, Klebsiella pneurnoniae, Proteus mirabilis, Proteus morganii, Proteus rettgeri, Proteus vulgaris, Pseudomona aeruginosa, Salmonella enteritidis, Salmonella cholerae-suis, Salmonella typhi, Serratia marcescens, Shigella flexneri, Shigella sonnei, Staphylococcus epidermis, Streptococcus beta-hemolitico y Yersinia enterocolitica.

## Efectos alucinógenos
La Mimosa tenuiflora contiene la N,N-dimetiltriptamina (N,N-DMT) con efectos psicoactivos parecidos al LSD y a la Ayahuasca. En concreto, en el extracto de raíz de esta planta se han detectado niveles cercanos al 0,5% de N,N-DMT.[cita requerida] En México el contenido de DMT puede estar por encima del 1%. 

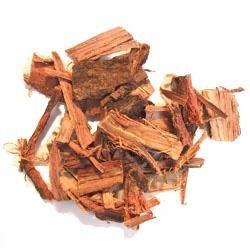
Corteza de Mimosa hostilis

### Efectos secundarios al consumo
Las consecuencias más inmediatas por consumo de corteza de raíz de la Mimosa hostilis suelen ser las náuseas y los vómitos.
Los efectos secundarios dependen principalmente de la cantidad ingerida.